# Landssekreterare
Landssekreterare kallades i Sverige under åren 1687−1971 den ämbetsman under landshövdingen som var chef för landskansliet och därmed hade ansvar för länsstyrelsens kanslifunktioner. 

## Stockholms län
Länsstyrelsen i Stockholms län hade 2006–2009 en tjänst som landssekreterare med uppgift att vara strategiskt och operativt stöd åt landshövdingen. Landssekreterare var Carl-Gustaf Hagander.[källa behövs]